# Tayshaneta anopica
Tayshaneta anopica är en spindelart som först beskrevs av Willis J. Gertsch 1974.  Tayshaneta anopica ingår i släktet Tayshaneta, och familjen Leptonetidae. Inga underarter finns listade. Artens utbredningsområde anges till USA.
Tayshaneta anopica hette tidigare Neoletoneta anopica men arten har flyttats till familjen Tayshaneta.